# Zygia peckii
Zygia peckii är en ärtväxtart som först beskrevs av Robinson, och fick sitt nu gällande namn av Nathaniel Lord Britton och Joseph Nelson Rose. Zygia peckii ingår i släktet Zygia och familjen ärtväxter. Inga underarter finns listade i Catalogue of Life.